# Trisky
Trisky (ukr. Тріски) – wieś na Ukrainie, w obwodzie chmielnickim, w rejonie chmielnickim, w hromadzie Antoniny. W 2001 liczyła 152 mieszkańców.